# Ammophila nancy
Ammophila nancy är en biart som beskrevs av Menke 2007. Ammophila nancy ingår i släktet Ammophila och familjen grävsteklar. Inga underarter finns listade i Catalogue of Life.